# Daan van Dijk
Daan van Dijk (n. 10 mai 1907, Haga, Olanda de Sud, Țările de Jos – d. 22 noiembrie 1986, Haga, Olanda de Sud, Țările de Jos) a fost un ciclist olandez, medaliat olimpic. A participat la o ediție a Jocurilor Olimpice (1928) în care a câștigat o medalie de aur.

## Participări
Lista de mai jos prezintă principalele competiții la care a participat Daan van Dijk de-a lungul carierei.
- cycling at the 1928 Summer Olympics – men's tandem[*]